# Pontiac GTO

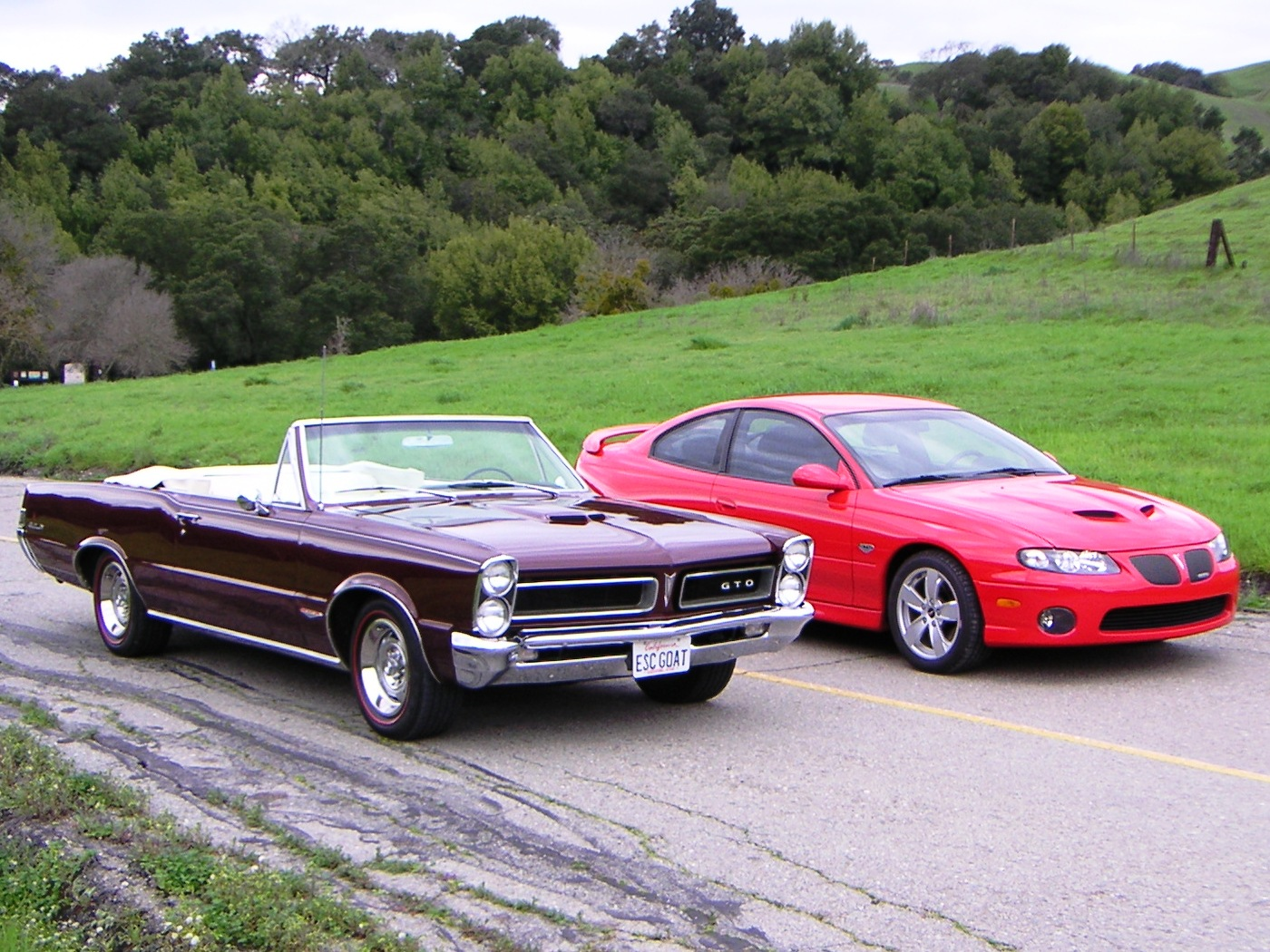
Een Pontiac GTO uit 1965 (links) met daarnaast een model uit 2005.

De Pontiac GTO was een sportauto die tussen 1964 en 1974 werd gebouwd door Pontiac en tussen 2003 en 2006 door General Motors-afdeling Holden in Australië.
Van 1964 tot halverwege 1973 was de auto nauw verwant met de Pontiac Tempest, maar het laatste model uit de 20e eeuw was gebaseerd op de Pontiac Ventura. De GTO uit de 21e eeuw is in wezen een Holden Monaro met het stuur links, die op zijn beurt een coupéversie is van de Holden Commodore.
Hieronder de productiejaren van de verschillende generaties GTO's.
- 1965–1967: eerste originele generatie;
- 1968–1972: tweede originele generatie;
- 1973–1974: laatste originele generatie;
- 2004–2006: nieuwe generatie.